# نينا نسبيت
نينا نسبيت (بالإنجليزية: Nina Nesbitt)‏ (و. 1994  م) هي موسيقية، ومغنية مؤلفة، وعازفة قيثارة، وعازفة بيانو بريطانية، ولدت في إدنبرة، تستخدم آلات قيثارة، وبيانو، وفلوت، بدأت مشوارها المهني سنة 2011.

## التعليم
تعلمت في Balerno Community High School ‏
.

## روابط خارجية
- نينا نسبيت على موقع IMDb (الإنجليزية)
- نينا نسبيت على موقع ميوزك برينز (الإنجليزية)
- نينا نسبيت على موقع أول ميوزيك (الإنجليزية)
- نينا نسبيت على موقع ديسكوغز (الإنجليزية)